# Hochwaldbahn
| Gleis der Hochwaldbahn in Trier-Nord |                                                         |                                                              |                                                              |
| |                                                         |                                                              |                                                              |
| Streckennummer (DB): | 3131                                                    |                                                              |                                                              |
| Kursbuchstrecke (DB): | zuletzt 625 Trier–Hermeskeil 264 Hermeskeil–Türkismühle |                                                              |                                                              |
| Kursbuchstrecke: | 263h (1946)                                             |                                                              |                                                              |
| Streckenlänge: | 72,7 km                                                 |                                                              |                                                              |
| Spurweite: | 1435 mm (Normalspur)                                    |                                                              |                                                              |
| Maximale Neigung: | 17,5 ‰                                                  |                                                              |                                                              |
| Minimaler Radius: | 190 m                                                   |                                                              |                                                              |
| |                                                         |                                                              |                                                              |
| \| \| \| Strecke von Thionville \| \| \| \| \| Trier Hbf \| 137,3 m ü. NN \| \| \| 0,0 \| Moselstrecke nach Koblenz \| Moselstrecke nach Koblenz \| \| \| \| Trafo-Verladestation der RWE AG \| \| \| \| 1,7 \| L 145 \| L 145 \| \| \| 2,4 \| Ruwer (DB) \| 129,9 m ü. NN \| \| \| 4,1 \| Grünhaus-Mertesdorf \| 137,5 m ü. NN \| \| \| 5,4 \| Kasel (Kr Trier) \| 145,8 m ü. NN \| \| \| 7,3 \| Waldrach \| 159,5 m ü. NN \| \| \| \| 3× Ruwerquerung \| \| \| \| 11,0 \| Sommerau \| 194,5 m ü. NN \| \| \| \| 4× Ruwerquerung \| \| \| \| 12,2 \| Gusterath \| 202,4 m ü. NN \| \| \| \| 2× Ruwerquerung \| \| \| \| 15,7 \| Pluwig \| 233,5 m ü. NN \| \| \| \| Pluwigerhammer \| \| \| \| \| 2× Ruwerquerung \| \| \| \| 18,2 \| Hinzenburg \| 267,5 m ü. NN \| \| \| \| 2× Ruwerquerung \| \| \| \| 21,7 \| Lampaden \| 314,7 m ü. NN \| \| \| 24,7 \| Hentern \| 346,2 m ü. NN \| \| \| 26,8 \| Zerf \| 373,6 m ü. NN \| \| \| \| 2× Ruwerquerung \| \| \| \| 33,4 \| Schillingen \| 438,6 m ü. NN \| \| \| \| Ruwerquerung \| \| \| \| 36,9 \| Kell (Bz Trier) \| 481,2 m ü. NN \| \| \| \| Reinsfeld / Hunsrückstraße / L 148 \| \| \| \| 44,1 \| Reinsfeld (Kr Trier) \| 494,8 m ü. NN \| \| \| \| A 1 \| \| \| \| \| B 407 \| \| \| \| \| Hunsrückquerbahn von Langenlonsheim \| \| \| \| 50,3 \| Hermeskeil \| 476,6 m ü. NN \| \| \| 51,7 \| Lösterbachtalbrücke I \| Lösterbachtalbrücke I \| \| \| \| \| \| \| \| 54,0 \| Lösterbachtalbrücke II Landesgrenze Rheinland-Pfalz/Saarland \| Lösterbachtalbrücke II Landesgrenze Rheinland-Pfalz/Saarland \| \| \| \| \| \| \| \| 55,0 \| A 1, Lösterbachtalbrücke \| A 1, Lösterbachtalbrücke \| \| \| 56,9 \| Bierfeld \| 410,5 m ü. NN \| \| \| 57,4 \| A 1 Tunnel unter Anschlussstelle (135 m) \| A 1 Tunnel unter Anschlussstelle (135 m) \| \| \| 57,6 \| Bierfelder Tunnel (260 m) \| Bierfelder Tunnel (260 m) \| \| \| 58,0 \| Nonnweiler Ort \| Nonnweiler Ort \| \| \| 58,5 \| Nonnweiler-Viadukt (Prims) \| Nonnweiler-Viadukt (Prims) \| \| \| 58,8 \| Nonnweiler \| 394,5 m ü. NN \| \| \| \| Primstalbahn von/nach Wadern \| \| \| \| \| A 1 (2×) \| \| \| \| \| A 62 \| \| \| \| 62,1 \| Otzenhausen \| 419,5 m ü. NN \| \| \| 64,0 \| Schwarzenbach \| Schwarzenbach \| \| \| 64,1 \| Schwarzenbacher Tunnel (abgetragen) \| Schwarzenbacher Tunnel (abgetragen) \| \| \| 67,1 \| Sötern \| 416,5 m ü. NN \| \| \| 67,6 \| A 62 \| A 62 \| \| \| 68,3 \| Eckelhausen Bostalsee \| Eckelhausen Bostalsee \| \| \| 70,0 \| Gonnesweiler/Bostalsee \| Gonnesweiler/Bostalsee \| \| \| 72,3 \| L 135 (ehem. B 269) Saarbrücker Straße \| L 135 (ehem. B 269) Saarbrücker Straße \| \| \| 72,4 \| Nahe \| Nahe \| \| \| 72,5 \| Nahetalbahn von Saarbrücken \| Nahetalbahn von Saarbrücken \| \| \| \| \| \| \| \| 72,7 \| Türkismühle \| 363,5 m ü. NN \| \| \| \| \| \| \| \| \| Nahetalbahn nach Bingen (Rhein) \| \| |                                                         |                                                              |                                                              |
| Strecke |                                                         | Strecke von Thionville                                       | Strecke von Thionville                                       |
| Bahnhof |                                                         | Trier Hbf                                                    | 137,3 m ü. NN                                                |
| Abzweig geradeaus und nach links | 0,0                                                     | Moselstrecke nach Koblenz                                    | Moselstrecke nach Koblenz                                    |
| |                                                         | Trafo-Verladestation der RWE AG                              |                                                              |
| Bahnübergang (Strecke außer Betrieb) | 1,7                                                     | L 145                                                        | L 145                                                        |
| Bahnhof (Strecke außer Betrieb) | 2,4                                                     | Ruwer (DB)                                                   | 129,9 m ü. NN                                                |
| Bahnhof (Strecke außer Betrieb) | 4,1                                                     | Grünhaus-Mertesdorf                                          | 137,5 m ü. NN                                                |
| Haltepunkt / Haltestelle (Strecke außer Betrieb) | 5,4                                                     | Kasel (Kr Trier)                                             | 145,8 m ü. NN                                                |
| Bahnhof (Strecke außer Betrieb) | 7,3                                                     | Waldrach                                                     | 159,5 m ü. NN                                                |
| Brücke über Wasserlauf (Strecke außer Betrieb) |                                                         | 3× Ruwerquerung                                              | 3× Ruwerquerung                                              |
| Haltepunkt / Haltestelle (Strecke außer Betrieb) | 11,0                                                    | Sommerau                                                     | 194,5 m ü. NN                                                |
| Brücke über Wasserlauf (Strecke außer Betrieb) |                                                         | 4× Ruwerquerung                                              | 4× Ruwerquerung                                              |
| Haltepunkt / Haltestelle (Strecke außer Betrieb) | 12,2                                                    | Gusterath                                                    | 202,4 m ü. NN                                                |
| Brücke über Wasserlauf (Strecke außer Betrieb) |                                                         | 2× Ruwerquerung                                              | 2× Ruwerquerung                                              |
| Bahnhof (Strecke außer Betrieb) | 15,7                                                    | Pluwig                                                       | 233,5 m ü. NN                                                |
| Bahnübergang (Strecke außer Betrieb) |                                                         | Pluwigerhammer                                               | Pluwigerhammer                                               |
| Brücke über Wasserlauf (Strecke außer Betrieb) |                                                         | 2× Ruwerquerung                                              | 2× Ruwerquerung                                              |
| Haltepunkt / Haltestelle (Strecke außer Betrieb) | 18,2                                                    | Hinzenburg                                                   | 267,5 m ü. NN                                                |
| Brücke über Wasserlauf (Strecke außer Betrieb) |                                                         | 2× Ruwerquerung                                              | 2× Ruwerquerung                                              |
| Haltepunkt / Haltestelle (Strecke außer Betrieb) | 21,7                                                    | Lampaden                                                     | 314,7 m ü. NN                                                |
| Haltepunkt / Haltestelle (Strecke außer Betrieb) | 24,7                                                    | Hentern                                                      | 346,2 m ü. NN                                                |
| Bahnhof (Strecke außer Betrieb) | 26,8                                                    | Zerf                                                         | 373,6 m ü. NN                                                |
| Brücke über Wasserlauf (Strecke außer Betrieb) |                                                         | 2× Ruwerquerung                                              | 2× Ruwerquerung                                              |
| Bahnhof (Strecke außer Betrieb) | 33,4                                                    | Schillingen                                                  | 438,6 m ü. NN                                                |
| Brücke über Wasserlauf (Strecke außer Betrieb) |                                                         | Ruwerquerung                                                 | Ruwerquerung                                                 |
| Bahnhof (Strecke außer Betrieb) | 36,9                                                    | Kell (Bz Trier)                                              | 481,2 m ü. NN                                                |
| Bahnübergang (Strecke außer Betrieb) |                                                         | Reinsfeld / Hunsrückstraße / L 148                           | Reinsfeld / Hunsrückstraße / L 148                           |
| Bahnhof (Strecke außer Betrieb) | 44,1                                                    | Reinsfeld (Kr Trier)                                         | 494,8 m ü. NN                                                |
| Strecke mit Straßenbrücke (Strecke außer Betrieb) |                                                         | A 1                                                          | A 1                                                          |
| Brücke (Strecke außer Betrieb) |                                                         | B 407                                                        | B 407                                                        |
| Abzweig geradeaus und von links (Strecke außer Betrieb) |                                                         | Hunsrückquerbahn von Langenlonsheim                          | Hunsrückquerbahn von Langenlonsheim                          |
| Bahnhof (Strecke außer Betrieb) | 50,3                                                    | Hermeskeil                                                   | 476,6 m ü. NN                                                |
| Brücke über Wasserlauf (Strecke außer Betrieb) | 51,7                                                    | Lösterbachtalbrücke I                                        | Lösterbachtalbrücke I                                        |
| |                                                         |                                                              |                                                              |
| Grenze auf Brücke über Wasserlauf (Strecke außer Betrieb) | 54,0                                                    | Lösterbachtalbrücke II Landesgrenze Rheinland-Pfalz/Saarland | Lösterbachtalbrücke II Landesgrenze Rheinland-Pfalz/Saarland |
| |                                                         |                                                              |                                                              |
| Strecke mit Straßenbrücke (Strecke außer Betrieb) | 55,0                                                    | A 1, Lösterbachtalbrücke                                     | A 1, Lösterbachtalbrücke                                     |
| Haltepunkt / Haltestelle (Strecke außer Betrieb) | 56,9                                                    | Bierfeld                                                     | 410,5 m ü. NN                                                |
| Tunnel (Strecke außer Betrieb) | 57,4                                                    | A 1 Tunnel unter Anschlussstelle (135 m)                     | A 1 Tunnel unter Anschlussstelle (135 m)                     |
| Tunnel (Strecke außer Betrieb) | 57,6                                                    | Bierfelder Tunnel (260 m)                                    | Bierfelder Tunnel (260 m)                                    |
| Haltepunkt / Haltestelle (Strecke außer Betrieb) | 58,0                                                    | Nonnweiler Ort                                               | Nonnweiler Ort                                               |
| Brücke über Wasserlauf (Strecke außer Betrieb) | 58,5                                                    | Nonnweiler-Viadukt (Prims)                                   | Nonnweiler-Viadukt (Prims)                                   |
| Bahnhof (Strecke außer Betrieb) | 58,8                                                    | Nonnweiler                                                   | 394,5 m ü. NN                                                |
| Abzweig geradeaus, nach rechts und von rechts (Strecke außer Betrieb) |                                                         | Primstalbahn von/nach Wadern                                 | Primstalbahn von/nach Wadern                                 |
| Strecke mit Straßenbrücke (Strecke außer Betrieb) |                                                         | A 1 (2×)                                                     | A 1 (2×)                                                     |
| Brücke (Strecke außer Betrieb) |                                                         | A 62                                                         | A 62                                                         |
| Haltepunkt / Haltestelle (Strecke außer Betrieb) | 62,1                                                    | Otzenhausen                                                  | 419,5 m ü. NN                                                |
| Haltepunkt / Haltestelle (Strecke außer Betrieb) | 64,0                                                    | Schwarzenbach                                                | Schwarzenbach                                                |
| Tunnel (Strecke außer Betrieb) | 64,1                                                    | Schwarzenbacher Tunnel (abgetragen)                          | Schwarzenbacher Tunnel (abgetragen)                          |
| Bahnhof (Strecke außer Betrieb) | 67,1                                                    | Sötern                                                       | 416,5 m ü. NN                                                |
| Strecke mit Straßenbrücke (Strecke außer Betrieb) | 67,6                                                    | A 62                                                         | A 62                                                         |
| Bahnhof (Strecke außer Betrieb) | 68,3                                                    | Eckelhausen Bostalsee                                        | Eckelhausen Bostalsee                                        |
| Haltepunkt / Haltestelle (Strecke außer Betrieb) | 70,0                                                    | Gonnesweiler/Bostalsee                                       | Gonnesweiler/Bostalsee                                       |
| Strecke mit Straßenbrücke (Strecke außer Betrieb) | 72,3                                                    | L 135 (ehem. B 269) Saarbrücker Straße                       | L 135 (ehem. B 269) Saarbrücker Straße                       |
| Brücke über Wasserlauf (Strecke außer Betrieb) | 72,4                                                    | Nahe                                                         | Nahe                                                         |
| Abzweig ehemals geradeaus und von rechts | 72,5                                                    | Nahetalbahn von Saarbrücken                                  | Nahetalbahn von Saarbrücken                                  |
| |                                                         |                                                              |                                                              |
| Bahnhof | 72,7                                                    | Türkismühle                                                  | 363,5 m ü. NN                                                |
| |                                                         |                                                              |                                                              |
| Strecke |                                                         | Nahetalbahn nach Bingen (Rhein)                              | Nahetalbahn nach Bingen (Rhein)                              |

Als Hochwaldbahn, auch Ruwertalbahn, wird die ehemals von Trier über Hermeskeil nach Türkismühle verlaufende Bahnstrecke bezeichnet. Der nördliche Abschnitt von Trier bis Hermeskeil wurde 1998 stillgelegt und anschließend abgebaut, die südliche Teilstrecke von Hermeskeil bis Türkismühle wurde noch bis 2012 im Güter- und Museumsbahnverkehr befahren und 2014 stillgelegt. Die Gleisanlagen bis zur Landesgrenze Saarland/Rheinland-Pfalz wurden im Jahre 2019 zurückgebaut, und auch die Reststrecke bis Türkismühle wurde im März 2020 abgebaut.

## Verlauf
Der Streckenverlauf orientierte sich weitgehend am Verlauf der Ruwer im Ruwertal, die von 28 – meist Steinbogenbrücken – überquert wurde. Am Oberlauf der Ruwer weitet sich das Tal. Die Hochebene zwischen Kell und Hermeskeil ist hauptsächlich von Wiesen und Weiden geprägt. Erst ab Hermeskeil dominieren wieder die Wälder. Die Gegend um Hermeskeil gehört zum Schwarzwälder Hochwald.

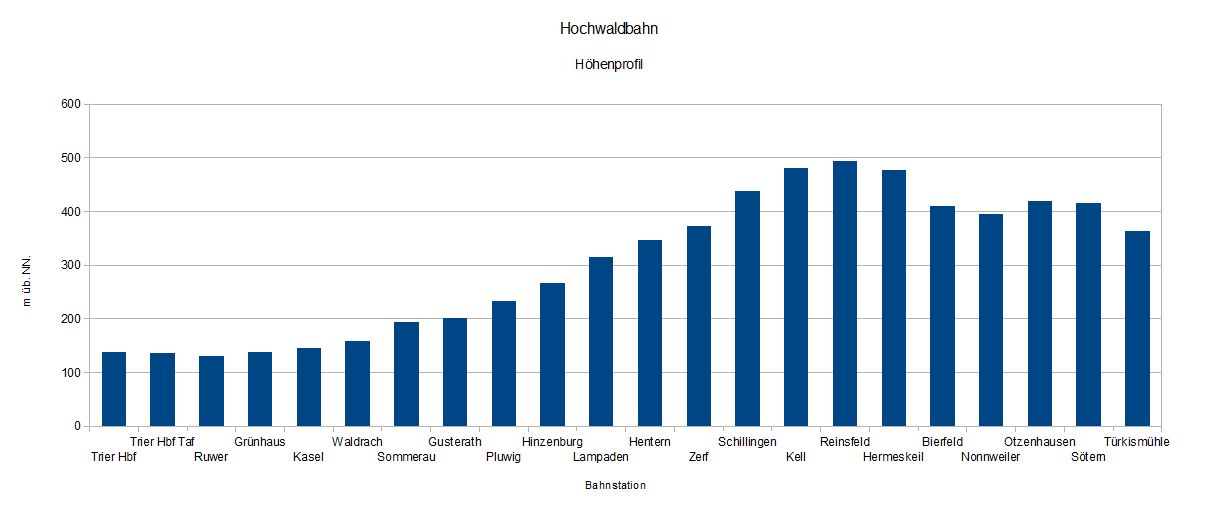
Höhenprofil

## Geschichte

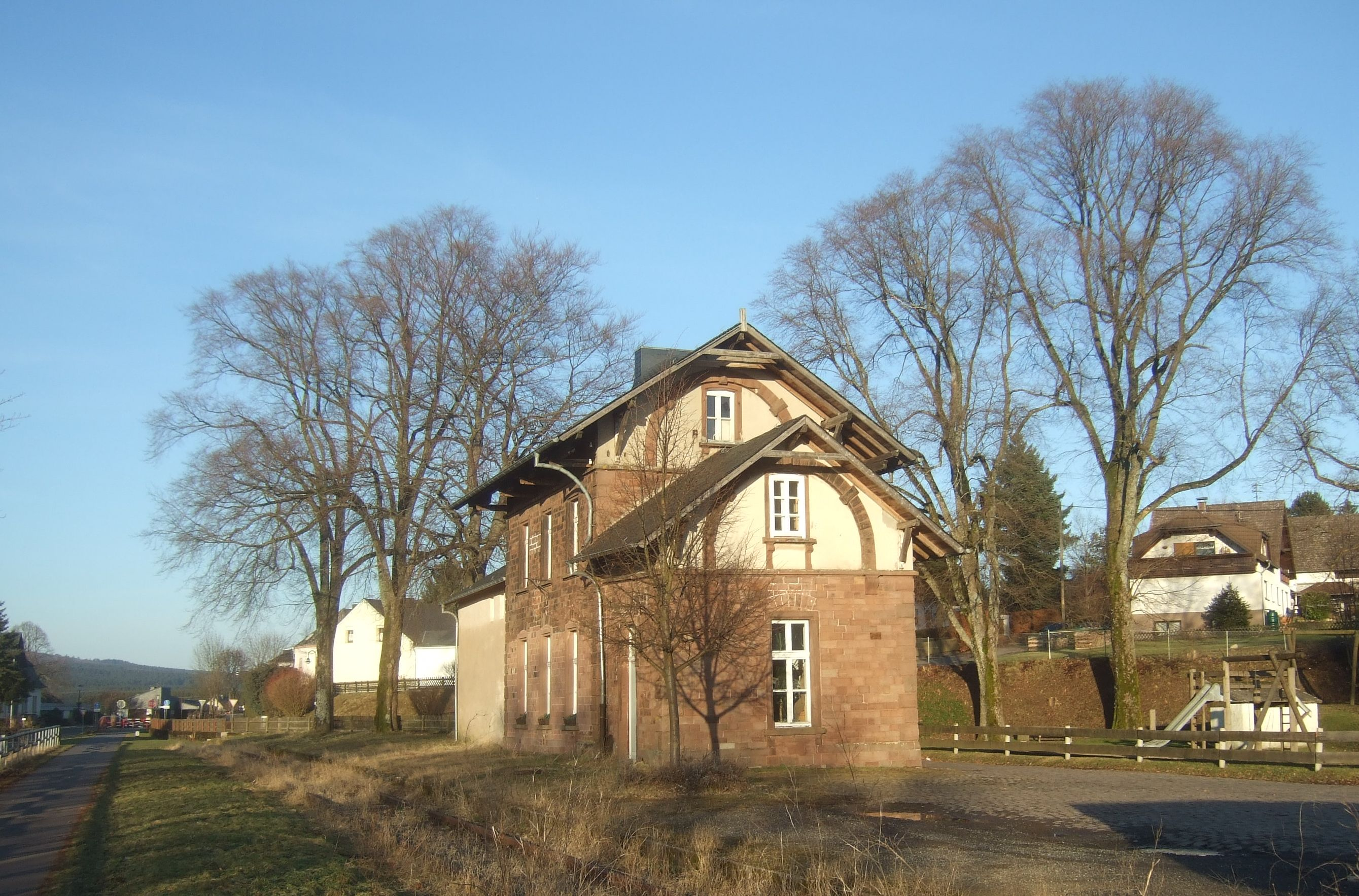
Bahnhof Kell

Der Streckenabschnitt von Trier nach Hermeskeil wurde am 15. August 1889 eröffnet für die Beförderung von Personen und Gütern nach und von den Stationen Ruwer, Waldrach, Pluwig, Zerf, Schillingen, Kell, Reinsfeld und Hermeskeil sowie lediglich für die Personenbeförderung nach und von Grünhaus, Casel, Sommerau und Lampaden.
1890 erließ der Preußische Landtag ein Gesetz zum Bau einer Strecke von Hermeskeil über Nonnweiler nach Wemmetsweiler, 1892 folgte ein Gesetz zum Bau einer Strecke von Nonnweiler nach Türkismühle. Da diese bei Sötern durch das Fürstentum Birkenfeld führen sollte, musste dazu zunächst ein Staatsvertrag mit dem Großherzogtum Oldenburg geschlossen werden. Im Mai 1897 wurde zunächst die Verbindung Hermeskeil–Nonnweiler–Türkismühle fertiggestellt, im Dezember folgte die Strecke nach Wemmetsweiler. Die Strecke Trier–Hermeskeil–Nonnweiler–Türkismühle wurde schließlich durchgehend kilometriert, sodass der Abschnitt Hermeskeil–Nonnweiler, der ursprünglich als Teil der Strecke nach Wemmetsweiler genehmigt wurde, der Strecke nach Türkismühle zugeordnet wurde. Die Bahnstrecke Wemmetsweiler–Nonnweiler erhielt eine eigene Kilometrierung von Wemmetsweiler aus.

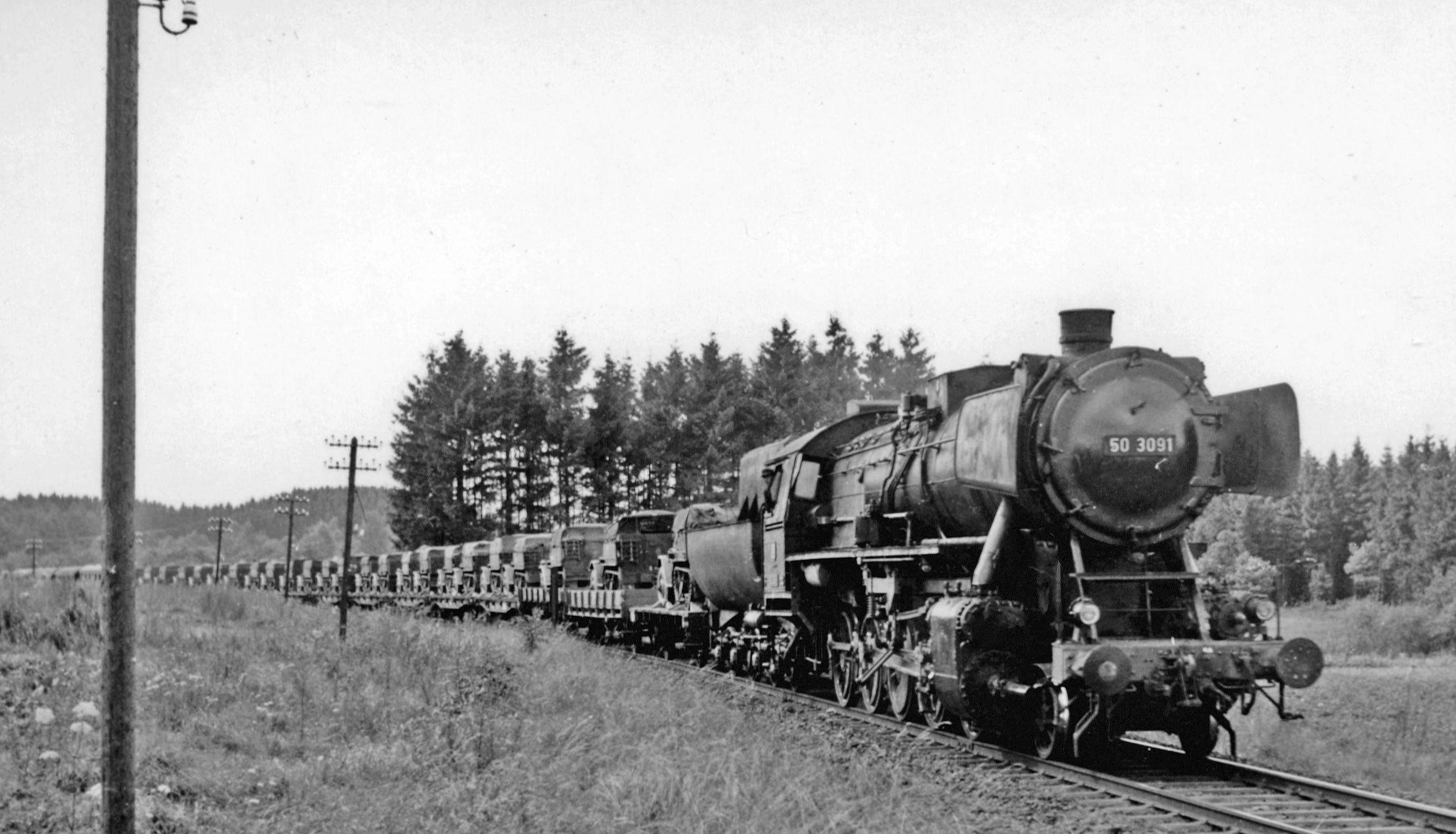
Militärzug zwischen Türkismühle und Hermeskeil (1958)

Nach Beschädigungen im Zweiten Weltkrieg wurde der durchgehende Verkehr zwischen Trier und Hermeskeil erst am 12. Dezember 1949 wieder aufgenommen.
Ursprünglich führte die Ruwerstrecke kreuzungsfrei aus dem Trierer Hbf heraus, indem mit einer langgezogenen Rampe die Eisenbahnbrücke in Trier Nord unterfahren und das Gleis wieder auf die Höhe des Bahnhofs gebracht wurde. Diese Strecke wurde kurz nach der Stilllegung 1986 abgebaut und mit der Werkshalle einer Papierfabrik überbaut. Die „Hintertür“, das „alte Gütergleis“, existiert noch und mündet in den nördlichen Bereich des Trierer Hauptbahnhofs. Mehrere Hauptgleise müssen gekreuzt werden, um den Bahnsteig zu erreichen.
Der Personenverkehr wurde zwischen Hermeskeil und Türkismühle bereits am 1. Juni 1969 eingestellt, der Güterverkehr wurde hier noch bis zum 5. November 2000 bedient.
Zwischen Pluwig und Hermeskeil wurde der Personenverkehr am 31. Mai 1981 eingestellt, zwischen Trier-Ruwer und Pluwig am 2. Juni 1984. Auch der Güterverkehr zog sich in Etappen zurück: Waldrach–Hermeskeil bis 2. Juni 1991, Trier-Ruwer–Waldrach bis 10. August 1998.
Ein zur Erhaltung der Gleisanlage gegründeter Verein konnte den Streckenabbau nicht verhindern. Seit dem 10. August 1998 ist die Strecke zwischen Trier und Hermeskeil stillgelegt und die Strecke zwischen Ruwer und Hermeskeil abgebaut, zwischen Hermeskeil und Türkismühle gab es bis 2012 Museumsfahrten mit Schienenbussen und historischen Lokomotiven der Hochwaldbahn e. V. Hermeskeil. Im ehemaligen Bahnbetriebswerk Hermeskeil befindet sich ein privates Dampflokmuseum. 2008 wurde das Gleis zwischen Trier Nord und dem Bahnübergang Ruwerer Straße von der RWE AG saniert, um an der Ruwerer Straße eine Trafo-Umladestation zu errichten.

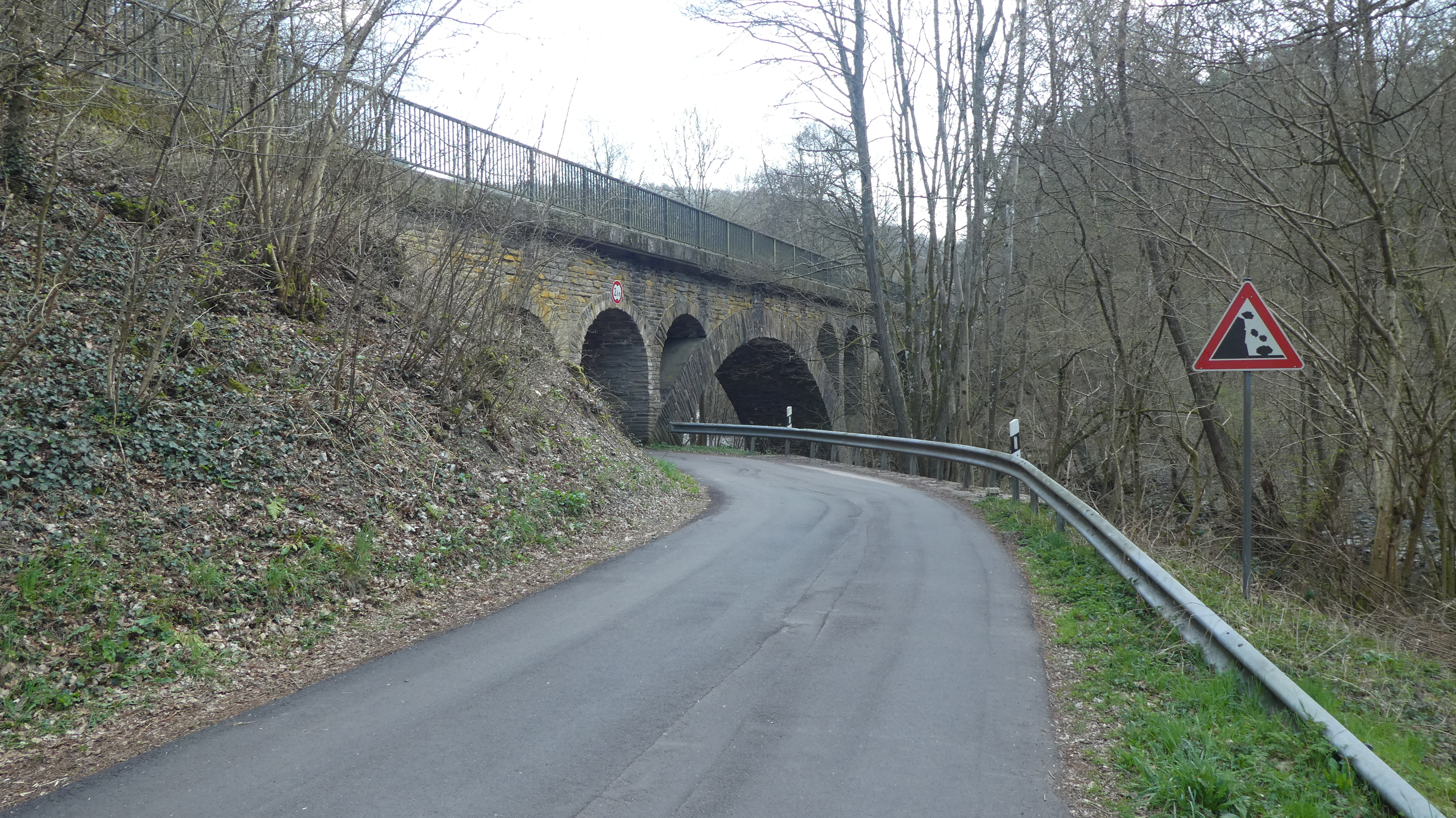
Viadukt bei Sommerau

Von Trier-Ruwer bis Hermeskeil nutzt heute der Ruwer-Hochwald-Radweg die ehemalige Bahntrasse.
Der Abschnitt Hermeskeil–Türkismühle war ab dem 31. August 2012 wegen Ablaufs der Betriebsgenehmigung betrieblich gesperrt und wurde dann schließlich 2014 stillgelegt. Das Land Rheinland-Pfalz erwog damals, zumindest einen Teil der anstehenden Kosten des saarländischen Teils der Strecke zu übernehmen, um eine Trassensicherung zu erreichen. Diese Erwägungen wurden und werden jedoch gegenwärtig durch die Planung eines Radwegs auf saarländischer Seite behindert.

### Radweg
Gegenwärtig planen der Landkreis St. Wendel und die Gemeinden Nohfelden, Nonnweiler und Freisen den Bau eines Radweges auf der Trasse der Hochwaldbahn. Zu diesem Zweck ging im Oktober 2019 das Eigentum an der Strecke zwischen Türkismühle und der Landesgrenze bei Bierfeld an die Ökoflächen Management GmbH über, eine 100%ige Tochtergesellschaft der Naturlandstiftung Saar. Darüber hinaus erwarb das Unternehmen die in Türkismühle anschließende Trasse der Westrichbahn nach Freisen. Zweck dieser Maßnahme ist der vollständige Rückbau der gesamten, verbleibenden 18 Kilometer der Hochwaldbahn bis zur Landesgrenze sowie der etwa 5 verbleibenden Kilometer der Westrichbahn bis Wolfersweiler. Danach sollen durch das Unternehmen Vorbereitungen zum Bau des Radwegs getroffen werden. Die Planungen zum Radweg umfassen eine durchgehende, 30 km lange Verbindung von Freisen über Türkismühle bis Hermeskeil. Man erhofft sich dadurch nach Aussage des St. Wendeler Landrats Udo Recktenwald für die Region „ein Highlight mit hohem Freizeitwert, eine wichtige Ergänzung unseres touristischen Angebotes“.
Das Projekt ist innerhalb der Bevölkerung sehr umstritten. Es gründete sich eine Bürgerinitiative (BI Bahn+Rad im Hochwald), die sich gegen die Pläne des Landkreises St. Wendel und der anliegenden Gemeinden stellt und herbe Kritik an den Plänen anbringt. Die Bürgerinitiative verbreitete ein Alternativkonzept, das für ein ganzheitliches Verkehrskonzept wirbt, welches sowohl die Errichtung einer Radinfrastruktur als auch den Erhalt und Nutzung von Teilen der noch vorhandenen Bahninfrastruktur forderte, entweder für einen Draisinenbetrieb oder für eine Nutzung im Personenverkehr unter Nutzung von Synergieeffekten durch den nahegelegenen Bostalsee sowie den Nationalpark Hunsrück-Hochwald. Dadurch soll die Bahnstrecke für die Zukunft erhalten und gesichert werden, um zukünftigen Generationen zu ermöglichen, bei Entstehung eines Bedarfs für die Bahnstrecke die Möglichkeit der Reaktivierung zu erhalten. Man orientierte sich dabei am Vorbild der Glantalbahn von Staudernheim nach Lauterecken-Grumbach im nahegelegenen Rheinland-Pfalz, wo genau dies durchgeführt wurde: Die Strecke ist heute als Draisinenbahn in Betrieb und ein beliebtes, touristisches Highlight; in der Politik kommen jedoch inzwischen Stimmen auf, die eine vollständige Reaktivierung der Bahnstrecke fordern. Ein ähnliches Konzept wurde von der BI Bahn+Rad im Hochwald auch für die Hochwaldbahn gefordert: Durch den Bau eines Radwegs auf der Strecke oder eine mögliche Entwidmung der Trasse gem. § 23 Allgemeines Eisenbahngesetz (AEG) würde die Option einer Reaktivierung jedoch dauerhaft und unwiederbringlich verwehrt.
Die gegenwärtigen Pläne stießen in der Bevölkerung und bei der Bürgerinitiative auf Kritik. Es wurde angebracht, dass die zuständigen Entscheidungsträger im Landkreis St. Wendel von vorneherein ohne sachliche Prüfung einen Erhalt der Bahnstrecke „kategorisch abgelehnt“ und auf einen Bau des Radwegs beharrt haben, ihnen wurde fahrlässiges Handeln vorgeworfen. Auch die Kostensteigerung des Radwegs wurde kritisiert: Während die Planungen anfangs von 5 Millionen Euro Baukosten ausgingen, betrugen sie Ende 2019 mindestens 9,3 Millionen Euro; darüber hinaus zeigte sich, dass auch die Finanzierung bis zuletzt nicht gesichert war. Außerdem wurde angemahnt, dass die zuständigen Entscheidungsträger die Radwegplanungen mit „unwahren Behauptungen“ vorangetrieben und einen möglichen Erhalt der Bahnstrecke torpediert hätten, diesbezüglich ist von einem „Spiel mit falschen Karten“ die Rede gewesen. Konkret bezieht sich die Bürgerinitiative dabei auf die annähernde Verdopplung der geplanten Baukosten, sowie Presseberichte, in denen vonseiten des Landkreises St Wendel behauptet wurde, das Streckengleis der vom Radwegebau mitbetroffenen Hochwaldbahn sei verschwenkt worden, was das Alternativkonzept der Bürgerinitiative unmöglich mache. Tatsächlich erweist sich letztere Behauptung als unwahr, da es sich bei der Hochwaldbahn um eine ehemals zweigleisige Strecke handelt, ein Bau des Radwegs neben die vorhandene Trasse samt Revitalisierung der Bahninfrastruktur wäre damit eindeutig realisierbar. Darüber hinaus wird von Kritikern immer wieder darauf hingewiesen, dass bereits ein nahezu streckengleicher Radweg von Freisen bis Nonnweiler existiert; der Verein IG Nationalparkbahn hat dies in einer selbst erstellten Studie untersucht und bewiesen. Kritiker sprechen aufgrund der Kontroversen rund um den geplanten Rückbau der Strecke gar von einem „Vernichtungsprogramm“ und äußern deshalb auch scharfe Kritik an der Haltung der saarländischen Landesregierung.
Zur Unterstützung ihres Vorhabens, die Vernichtung der Westrich- und Hochwaldbahn zu verhindern und die beiden Bahnstrecken zu erhalten, initiierte die BI Bahn+Rad im Hochwald eine Unterschriftenaktion, die innerhalb weniger Tage mehr als 1300 Petenten in der Region rund um die Strecke erreichte. Im November 2019 verfasste die Bürgerinitiative einen Brandbrief an die saarländische Landesregierung mit der Forderung eines Stopp der geplanten Abbauarbeiten und den Erhalt der gesamten Bahnstrecke. Die Bürgerinitiative forderte, „grundsätzlich auf einen Rückbau vorhandener – auch stillgelegter – Gleisanlagen zu verzichten und die notwendigen Maßnahmen zu deren Sicherung zu ergreifen, ein umfassendes, länderübergreifendes Verkehrskonzept für Rheinland-Pfalz und das Saarland unter besonderer Berücksichtigung der Anforderungen des Klimaschutzes zu entwickeln, [und] eine Wiederinbetriebnahme stillgelegter Bahnstrecken zu prüfen, um die SPNV-Anbindung im ländlichen Raum zu verbessern“. Dem Brandbrief an die Landesregierung und den darin enthaltenen Forderungen schlossen sich mehr als 30 Vereine, Verbände, Organisationen, Unternehmen und eine Reihe von Vertretern aus Politik und Öffentlichkeit als Erstzeichner an.
Im Mai 2023 wurde der 30 Kilometer lange Bahnradweg St. Wendeler Land zwischen Freisen und Nonnweiler-Bierfeld eröffnet.

### Rückbau Hermeskeil – Landesgrenze
Im März 2019 begann der Eigentümer des Abschnitts Hermeskeil – Landesgrenze, die DB Netz AG, damit, den etwa 4 Kilometer langen Abschnitt vollständig zu demontieren. Darüber hinaus wurden die umfangreichen Gleisanlagen im Bahnhof Hermeskeil, die bis dato noch weitgehend erhalten waren, großteils zurückgebaut. Die Maßnahme wurde von der Presse und Bahn-Befürwortern heftig kritisiert, da der Rückbau ohne eine Genehmigung erfolgte, die nach § 18 AEG gesetzlich vorgeschrieben ist. Der DB Netz AG wurde vorgeworfen, das entsprechend vorgesehene Planfeststellungsverfahren ignoriert und den Rückbau illegal vorgenommen zu haben. In einem Pressebericht der Saarbrücker Zeitung räumte die DB Netz AG den Rückbau ohne Genehmigung ein, jedoch unter Verweis auf Verkehrssicherungspflichten; die entsprechenden Anträge zum Rückbau an das Eisenbahn-Bundesamt und die Landeseisenbahnaufsicht Rheinland-Pfalz seien unter Verweis auf die mangelnde Zuständigkeit mehrfach zurückgesendet worden. Deshalb sei man, laut Bericht der Saarbrücker Zeitung, ohne Genehmigung zur Tat geschritten.
Noch während der laufenden Rückbauarbeiten beschäftigten sich die zuständigen Behörden des Eisenbahnbundesamtes mit dem Fall. Nach Recherchen der Saarbrücker Zeitung beim Eisenbahn-Bundesamt „sehen die Arbeiten wohl [...] wie ein Rückbau aus“, das Eisenbahn-Bundesamt wurde folgendermaßen zitiert: „Wie jeder Neubau und jede Änderung bedarf nach dem Gesetz auch der Rückbau von Eisenbahnbetriebsanlagen der vorherigen Zulassungsentscheidung durch die Planfeststellungsbehörde nach Paragraf 18 AEG“. Die Bundespolizei nahm kurze Zeit später ebenfalls die Ermittlungen auf, die DB Netz AG stoppte daraufhin einstweilig die laufenden Rückbauarbeiten. Nichtsdestotrotz wurden sie kurze Zeit später weitergeführt und finalisiert. Inzwischen liegt der Fall zur Untersuchung beim Bundesverkehrsministerium vor.

### Rückbau der Reststrecke bis Türkismühle
Im März 2020 wurde auch der noch verbliebene Abschnitt Türkismühle – Landesgrenze zurückgebaut. Bis auf den Bahnhof Hermeskeil ist die Hochwaldbahn damit auf ihrer gesamten Länge abgebaut.